# Đồng Tâm, Bình Liêu
Đồng Tâm là một xã thuộc huyện Bình Liêu, tỉnh Quảng Ninh, Việt Nam. Xã Đồng Tâm có sông Tiên Yên chảy qua.

## Địa giới hành chính
Xã Đồng Tâm nằm ở phía bắc của huyện Bình Liêu, phía Đông giáp xã Hoành Mô; phía Nam giáp xã Lục Hồn; phía Tây giáp xã Lục Hồn và biên giới CHND Trung Hoa; phía Bắc giáp xã Hoành Mô và biên giới CHND Trung Hoa.
Xã được chia thành 16 thôn bản: Nà Tào, Nà Mạ, Nà Khau, Nà Áng, Nà Đang, Chè Phạ, Đồng Long, Pắc Pò, Pắc Pền, Phiêng Tắm, Phiêng Chiểng, Phiêng Sáp, Sam Quang, Ngàn Phe, Ngàn Vàng (Gồm: Ngàn Vàng trên, Ngàn Vàng giữa và Ngàn Vàng dưới), Nặm Vàng.